# هپی (کنتاکی)
هپی (به انگلیسی: Happy) یک منطقهٔ مسکونی در ایالات متحده آمریکا است که در شهرستان پری، کنتاکی واقع شده‌است. هپی ۲۸۴٫۹۹ متر بالاتر از سطح دریا واقع شده‌است.